# Батырбеков, Оразай Батырбекович
Оразай Батырбекович Батырбеков — советский хозяйственный, государственный и политический деятель.

## Биография
Родился в 1927 году в ауле № 9 Джесказганского района. Член КПСС.
В 1944 г. окончил среднюю школу № 18 г. Алма-Аты и поступил на исторический факультет КазГУ им. С. М. Кирова.
В 1951—1990 гг.:
- секретарь комитета комсомола КазГУ,
- заведующий студенческим отделом ЦК ЛКСМ Казахстана,
- 2-й, 1-й секретарь комитета комсомола Фрунзенского района города Алма-Аты,
- аспирант кафедры политической экономии КазГУ,
- преподаватель политэкономии, ассистент кафедрой политической экономии Алматинского государственного медицинского института,
- заведующий отделом пропаганды Фрунзенского райкома КП Казахстана города Алма-Аты,
- заведующий орготделом Алма-Атинского горкома КП Казахстана,
- 1961—1971 инспектор, заместитель, первый заместитель заведующего отделом организационно-партийной работы ЦК Компартии Казахстана,
- 1971—1977 заведующий отделом организационно-партийной работы ЦК Компартии Казахстана,
- 1977—1990 ректор Алма-Атинской высшей партийной школы

Избирался депутатом Верховного Совета Казахской ССР 8-го и 9-го созывов. Делегат XXV съезда КПСС.
Награждён орденами Трудового Красного Знамени (дважды), орденом «Знак Почёта», медалями, Грамотами Верховного Совета КазССР.
Умер в Алматы в 2014 году.
Сочинения:
- Социалистическое соревнование и его использование в практике коммунистического строительства : на материалах промышленности КазССР : диссертация … кандидата экономических наук : 08.00.00. — Алма-Ата, 1971. — 196 с.